# Audrey Hepburn
Audrey Hepburn (Ixelles, Brüsszel régió, Belgium, 1929. május 4. – Tolochenaz, Vaud kanton, Svájc, 1993. január 20.) angol–holland származású Oscar-díjas színésznő. Világraszóló filmes karrier után a UNICEF utazó nagyköveti feladata töltötte ki az életét.

## Élete
Audrey Kathleen Ruston néven született Belgiumban, Joseph Victor Anthony Ruston és Ella van Heemstra bárónő gyermekeként. Édesapja, később anyai nagyanyja után Hepburn-Rustonra módosította a nevét. 1935-től 1938-ig egy leányiskolába járt az angliai Kentben, majd szülei válása után az édesanyjával és testvéreivel Hollandiába, Arnhembe költöztek. Élete egyik legtraumatikusabb élménye volt, amikor édesapja lemondott a családjáról. Hollandia 1940-es német megszállás következtében az édesanyja, lánya angolosan hangzó nevét „Edda van Heemstra"-ra változtatta. A háború alatt tapasztalt éhezés, félelem és bizonytalanság egész további életére hatással volt. 1946-ban egy barátjától ajándékba kapta Anna Frank naplóját, amiben – úgy érezte – a saját gyermekkora elevenedik meg. Ő is ugyanúgy 10 éves volt, amikor elkezdődött a háború, ugyanazok a dolgok foglalkoztatták, látta az utcákon a halált, a félelmet, azt olvasta, amit akkor érzett, és ami azóta benne élt.
1945-ben, a háború után, Audrey Amszterdamba költözött, és balettet tanult Sonia Gaskellnél. 1948-ban a család Londonba költözött, ahol Audrey beiratkozott a Rambert balettiskolába, a neves Marie Ramberthez. Mivel alig volt pénzük, és édesanyja nehezen tudta eltartani, Audrey is próbált pénzt szerezni, hogy fizetni tudják szerény albérletüket. Tánckari balerina volt a színpadon, musicalekben kapott táncos szerepeket, emellett modellkedett is, valamint kisebb szerepeket játszott néhány filmben: Young Wives' Tale, Laughter in Paradise, The Lavender Hill Mob és Monte Carlo Baby. 1951-ben a Monte Carlo Baby forgatása alatt választották ki Colette Gigi című regényéből készült Broadway-darab főszerepére.
Első főszerepe Amerikában Anna hercegnő volt a Római vakációban Gregory Peck oldalán. A filmért megkapta a legjobb női főszerepért járó Oscar-díjat. A szelíd, kislányos, ám minden mozdulatában előkelő származását idéző stílusával sikerült belopnia magát a közönség szívébe. A Római vakáció után sorra kapta a filmszerepeket. Filmpartnerei közé sorolhatjuk még Humphrey Bogartot, Fred Astaire-t, Cary Grantet és Gary Coopert. Saját pályájáról így vélekedett: „A karrierem teljes rejtély számomra. Az első nap óta csak csodálkozom. Sosem hittem volna, hogy valaha színésznő leszek. Soha nem gondoltam volna, hogy filmekben fogok szerepelni. Sohasem gondoltam volna, hogy mindez meg fog velem történni.”
1953-ban megismerkedett Hubert de Givenchyval, a divattervezővel, a Sabrina című film forgatásakor, akivel mély barátságot kötött. Audrey lett Givenchy múzsája, ő tervezte a ruháit otthonra és a filmjeihez. Audrey elegáns stílusa az egész világot megihlette, a divat ikonjává vált. A Sabrina forgatása alatt szerelmi szálak kötötték William Holdenhez, és már az esküvőt tervezték, amikor kiderült Audrey számára, hogy Holden vazektómián esett át a két fia megszületése után. A színésznő mindenképpen szeretett volna gyermekeket, így a házasság nem jött létre.
1954-ben ment hozzá Mel Ferrer színészhez. A házasságuk alatt háromszor elvetélt, majd 1960-ban megszületett közös fiuk, Sean Hepburn Ferrer. 1968-ban elváltak. 1967-től az idejét leginkább a fiával töltötte, az anyaság jelentette számára az igazi életet. A következő években alig vállalt el filmszerepet, az utolsó filmjét Steven Spielberg rendezővel forgatta. 1968-ban hozzáment az olasz pszichiáterhez, Andrea Dottihoz, Olaszországba költözött, tőle született második fia, Luca Dotti. Miután tudomására jutott, hogy férje megcsalja, elvált tőle.
1980-ban ismerte meg Robert Wolders holland tévészínészt, akivel haláláig élt együtt.
Egyik leghíresebb filmje az 1961-es Álom luxuskivitelben (az eredeti cím: Breakfast at Tiffany's, azaz Reggeli Tiffanynál), melyet Truman Capote hasonló című kisregényéből „hollywoodizáltak”, azaz „happyendesítettek” és amelyben Holly Golightly (a magyar kisregény-fordításban szellemesen Cily Hebrentch) szerepét játszotta, valamint az 1964-es My Fair Lady, melyben Eliza Doolittle szerepét alakította. 1988-ban az ENSZ Gyermeksegélyezési Alapjának (UNICEF) jószolgálati nagykövete lett, élettársával és John Isaac fényképésszel jártak Etiópiában, Szudánban, Szomáliában, Salvadorban, Hondurasban, Mexikóban, Venezuelában, Ecuadorban, Bangladesben, Vietnámban, Thaiföldön. 1992-ben Elnöki Szabadság-érdemrendet kapott a tevékenységéért.
1993-ban halt meg vastagbélrákban a Genfi-tó melletti házában. 1994-ben két fia, Sean és Luca megalapította az Audrey Hepburn Gyermekalapítványt.
1999-ben az életét filmre vitték The Audrey Hepburn Story címmel. A főszerepet Jennifer Love Hewitt játszotta. 2006-ban a brit „New Woman“ magazin olvasói a világ legszebb nőjének választották.

## Filmjei
| Év   | Cím                                                    | Szerep                              | Megjegyzés                                                             |
| ---- | ------------------------------------------------------ | ----------------------------------- | ---------------------------------------------------------------------- |
| 1948 | Nederlands in 7 lessen                                 | Légikísérő                          | dokumentumfilm                                                         |
| 1950 | One Wild Oat                                           | Hotel recepciós                     |                                                                        |
| 1951 | Laughter in Paradise                                   | Cigarettaárus lány                  |                                                                        |
| 1951 | Young Wives’ Tale                                      | Eve Lester                          |                                                                        |
| 1951 | A Levendula-dombi csőcselék (The Lavender Hill Mob)    | Chiquita                            |                                                                        |
| 1952 | The Secret People                                      | Nora Brentano                       |                                                                        |
| 1952 | Monte Carlo Baby                                       | Linda Farrell                       |                                                                        |
| 1952 | Nous irons à Monte-Carlo (Monte-Carlóba megyünk)       | Melissa Walter                      | A Monte Carlo Baby francia változata                                   |
| 1953 | Római vakáció (Roman Holiday)                          | Ann hercegnő                        | Oscar-díj, BAFTA-díj, Golden Globe-díj, New York-i filmkritikusok díja |
| 1954 | Sabrina                                                | Sabrina Fairchild                   | Oscar-díj jelölés                                                      |
| 1956 | Háború és béke (film, 1956) (War and Peace)            | Natasa Rosztova                     |                                                                        |
| 1957 | Mókás arc (Funny Face)                                 | Jo Stockton                         |                                                                        |
| 1957 | Délutáni szerelem (Love in the Afternoon)              | Ariane Chavasse/Thin Girl           |                                                                        |
| 1959 | Zöld paloták (Green Mansions)                          | Rima                                |                                                                        |
| 1959 | Egy apáca története (The Nun’s Story)                  | Sister Luke (Gabrielle van der Mal) | Oscar-díj jelölés                                                      |
| 1960 | Kitaszítva (The Unforgiven)                            | Rachel Zachary                      |                                                                        |
| 1961 | Álom luxuskivitelben (Breakfast at Tiffany’s)          | Holly Golightly                     | Oscar-díj jelölés                                                      |
| 1961 | A gyerekek órája (The Children’s Hour)                 | Karen Wright                        |                                                                        |
| 1963 | Amerikai fogócska (Charade)                            | Regina Lampert                      |                                                                        |
| 1964 | Párizsi mesék (Paris, When It Sizzles)                 | Gabrielle Simpson/Gaby              |                                                                        |
| 1964 | My Fair Lady                                           | Eliza Doolittle                     |                                                                        |
| 1966 | Hogyan kell egymilliót lopni? (How to Steal a Million) | Nicole Bonnet                       |                                                                        |
| 1967 | Ketten az úton (Two for the Road)                      | Joanna Wallace                      |                                                                        |
| 1967 | Várj, míg sötét lesz (Wait Until Dark)                 | Susy Hendrix                        | Oscar-díj jelölés                                                      |
| 1976 | Robin és Marian (Robin and Marian)                     | Lady Marian                         |                                                                        |
| 1979 | Vérvonal (Bloodline)                                   | Elizabeth Roffe                     |                                                                        |
| 1981 | És mindenki nevetett                                   | Angela Niotes                       |                                                                        |
| 1987 | Tolvajrománc                                           | Caroline DuLac báróné               |                                                                        |
| 1989 | Örökké (Always)                                        | Hap                                 |                                                                        |

- Csillaga a Walk of Fame-en
- William Holdennel (Sabrina)
- Cary Granttel az Amerikai fogócskában